# Pawilon chiński (Sanssouci)

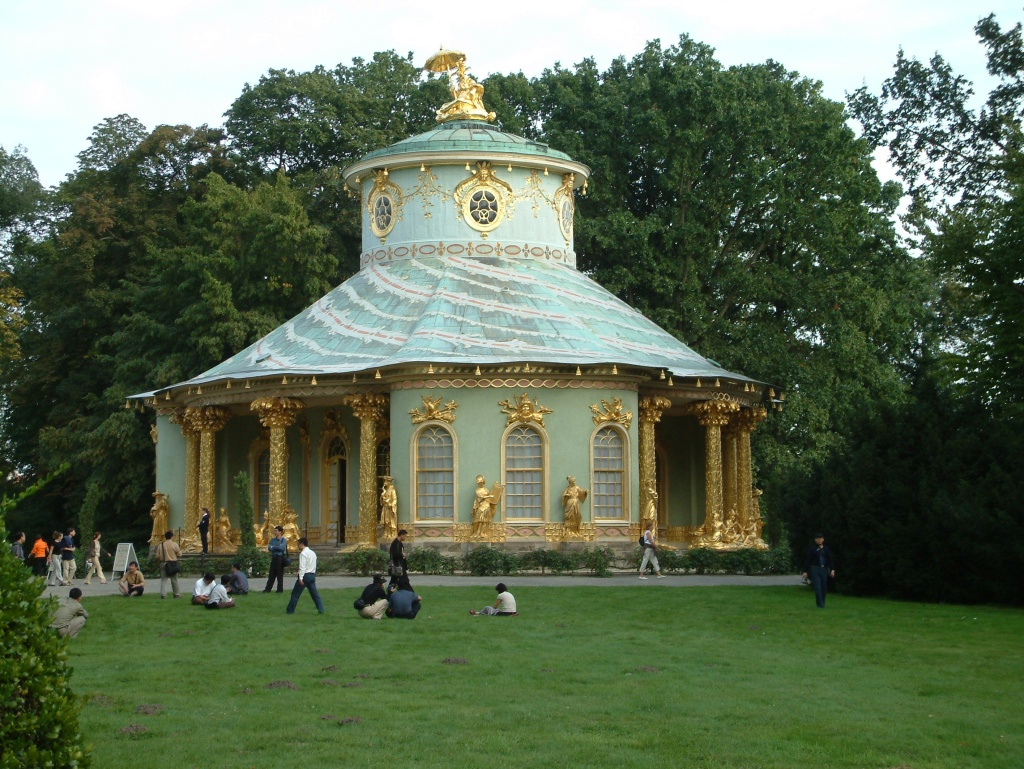
Pawilon chiński

Pawilon chiński (niem. Chinesisches Haus) – rokokowy pawilon ogrodowy w stylu chinoiserie w parku Sanssouci w Poczdamie. Wybudowany w latach 1755-64 przez Johanna Gottfrieda Büringa na podstawie szkiców króla Prus Fryderyka II Wielkiego. Architektura pawilonu łączy elementy pruskiego rokoko z formami wschodnioazjatyckimi.

## Historia
Projekt pawilonu sporządził Johann Gottfried Büring na podstawie szkiców Fryderyka II Wielkiego. Budowa ciągnęła się przez prawie dziewięć lat (1755-64). Opóźnienia były spowodowane trudnościami finansowymi wynikającymi z zaangażowania się Prus w wojnę siedmioletnią. Prace wewnątrz pawilonu ukończono dopiero w 1763, po ustaniu działań wojennych.
Pawilon był nie tylko elementem dekoracyjnym, lecz służył również jako miejsce spotkań towarzyskich. By ułatwić organizację uroczystości, Fryderyk II zlecił wybudowanie chińskiej kuchni w pobliżu pawilonu. Budynek kuchni został przebudowany w 1789. Niemniej jednak w dalszym ciągu ma cechy architektury wschodnioazjatyckiej (sześciokątne okna).

## Architektura

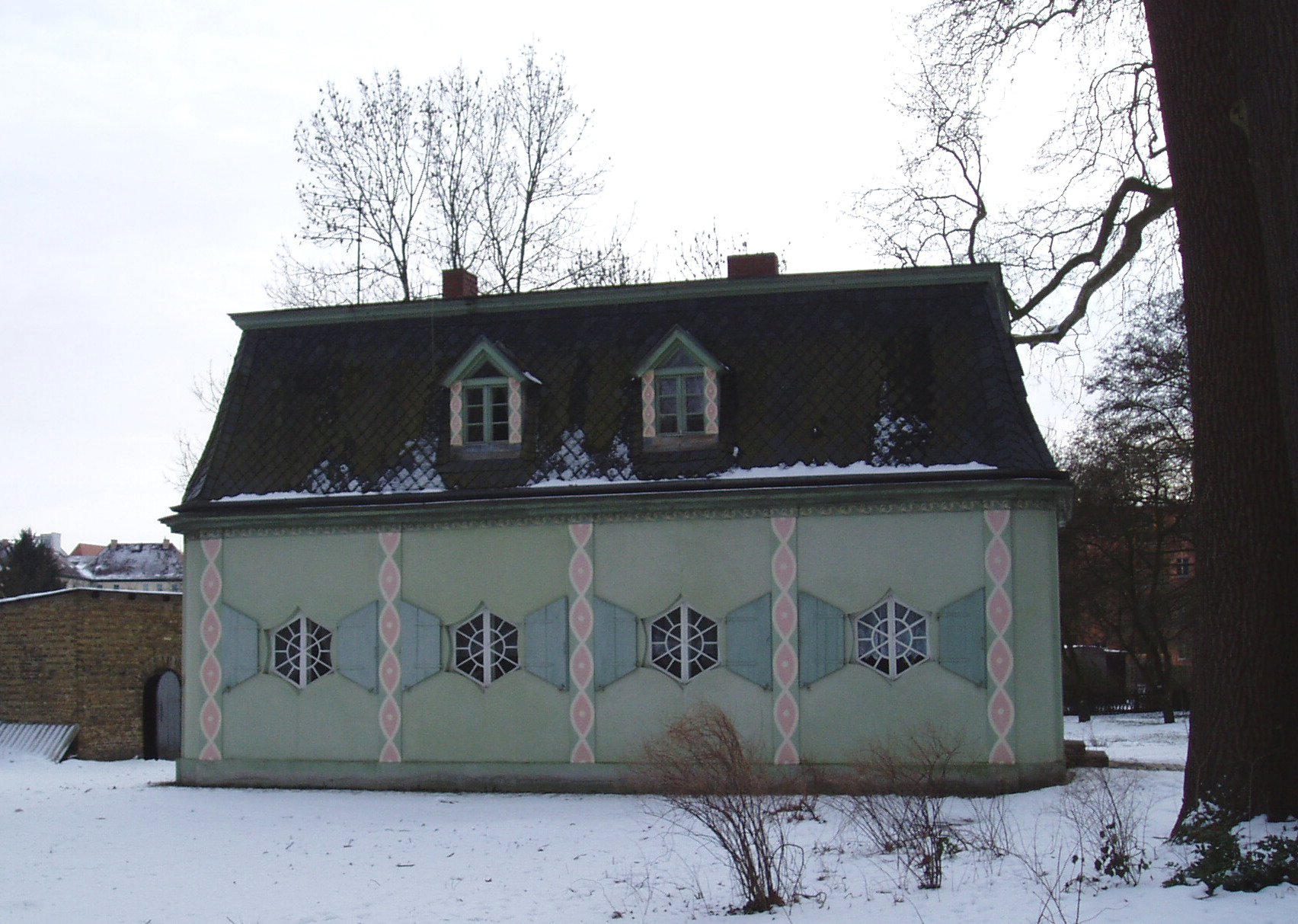
Budynek dawnej kuchni chińskiej

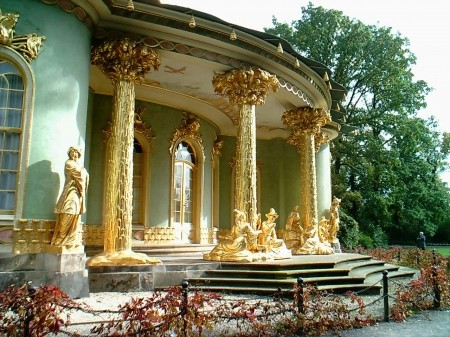
Pawilon chiński, wejście północne

Projekt pawilonu wzorowany był na wybudowanym w 1738 maison du trefle w parku pałacowym w Lunéville – posiadłości księcia Lotaryngii i króla Polski na wygnaniu Stanisława Leszczyńskiego. Projekt maison wykonał francuski architekt Emmanuel Héré. Fryderyk II Wielki znał prace Hérégo, a w swych zbiorach miał publikację architekta z 1753, w której zamieszczono ilustrację przedstawiającą pawilon z Lunéville.

### Architektura zewnętrzna
Pawilon w Sanssouci wzniesiono na planie trójlistnej koniczyny. Pośrodku budowli znajduje się okrągła sala, z którą sąsiadują w regularnych odstępach trzy gabinety. Pomiędzy gabinetami znajdują się zadaszone werandy. Całość, na podobieństwo namiotu, przykrywa pofalowany miedziany dach, podtrzymywany przez cztery pozłacane kolumny z piaskowca, wystylizowane na drzewa palmowe. Kolumny wykonał szwajcarski rzeźbiarz Johann Melchior Kambly, który od 1745 pracował na zlecenie Fryderyka II na terenie Sanssouci. U podstaw kolumn znajdują się pozłacane figury z piaskowca z warsztatu Johanna Gottlieba Heymüllera i Johanna Petera Benckerta. Modelami rzeźbiarzy byli lokalni mieszkańcy, dlatego też postaci ucztujących i muzykujących Chińczyków otrzymały rysy europejskie.
Dach wieńczy tambur, na którym umieszczono pozłacaną figurę Chińczyka trzymającego rozłożoną parasolkę. Statua została wykonana w miedzi przez Friedricha Juryego na podstawie projektu rzeźbiarza Benjamina Giesego.

### Architektura wnętrz
Pawilon wyróżnia się dużą liczbą wielkich, zaokrąglonych okien i przeszklonych drzwi, przez co wnętrza są bardzo dobrze oświetlone. Półkoliste ściany pomieszczenia środkowego zdobią stiuki z zielonego marmuru. We wnętrzu dominują pozłacane elementy dekoracyjne. Nad oknami znajdują się rzeźby przedstawiające małpy grające na instrumentach muzycznych. Na konsolach wystawiono zbiory chińskiej porcelany i świeczników. Spod kopuły zwisa ogromny, pozłacany żyrandol.
Sufit pokrywa malowidło Thomasa Hubera z 1756, przedstawiające Azjatów zajętych konwersacją. W tle widać posągi siedzącego Buddy, papugi oraz małpy. Dzieło powstało na podstawie szkiców francuskiego artysty Blaise’a Nicolasa Le Sueur, który w owym czasie nauczał rysunku w berlińskiej akademii sztuk pięknych. Huber był również autorem malowideł na werandach.
Ściany gabinetów otaczających pomieszczenie środkowe wyłożone są jedwabiem malowanym w kwiaty. Oryginalny materiał (tzw. Pekings) wyprodukowano w Prusach. Do dziś zachowały się jedynie jego małe fragmenty, które posłużyły do rekonstrukcji wnętrz przeprowadzonej w latach 1990-93.

## Literatura
- Gert Streidt, Klaus Frahm: Die Schlösser und Gärten der Hohenzollern Potsdam. Kolonia: Könemann VG mbH, 1996. ISBN 3-89508-238-4. Brak numerów stron w książce
- Generaldirektion der Stiftung Schlösser und Gärten Potsdam-Sanssouci (wyd.): Potsdamer Schlösser und Gärten. Bau- und Gartenkunst vom 17. bis 20. Jahrhundert. Poczdam: UNZE VGmbH, 1993. ISBN 3-910196-14-4.Sprawdź autora:1. Brak numerów stron w książce